# Bavški Grintavec
Der Bavški Grintavec (deutsch auch Flitscher Grintavec oder Flitscher Grintoutz) ist ein Berg in den Julischen Alpen im Nordwesten Sloweniens (2347 m).

## Lage und Geographie
Der Berg liegt im Zentrum des Nationalparks Triglav. Seine drei Felsgrate erheben sich über dem Tal von Bavšica (zu Bovec gehörende Streusiedlung) an der Nordwestseite, dem hinteren Trenta-Tal mit der Isonzo-Quelle an der Nordseite sowie über Trenta an der Südost-Seite. Er ist der höchste Gipfel einer von Nordost nach Südwest verlaufenden Bergkette über dem Tal des jungen Isonzo (slow. Soča).
Geologisch dominieren wie auf den benachbarten Gipfeln sowie auf der nördlich verlaufenden Bergkette mit dem Jalovec als höchstem Gipfel Schichten des Obertrias (Rhaetium und Norium), die vor rd. 220-200 Millionen Jahren entstanden (Dachsteinkalk).
Unterhalb des felsigen Gipfels erstrecken sich Almen, Latschenkiefern und Nadelwälder.

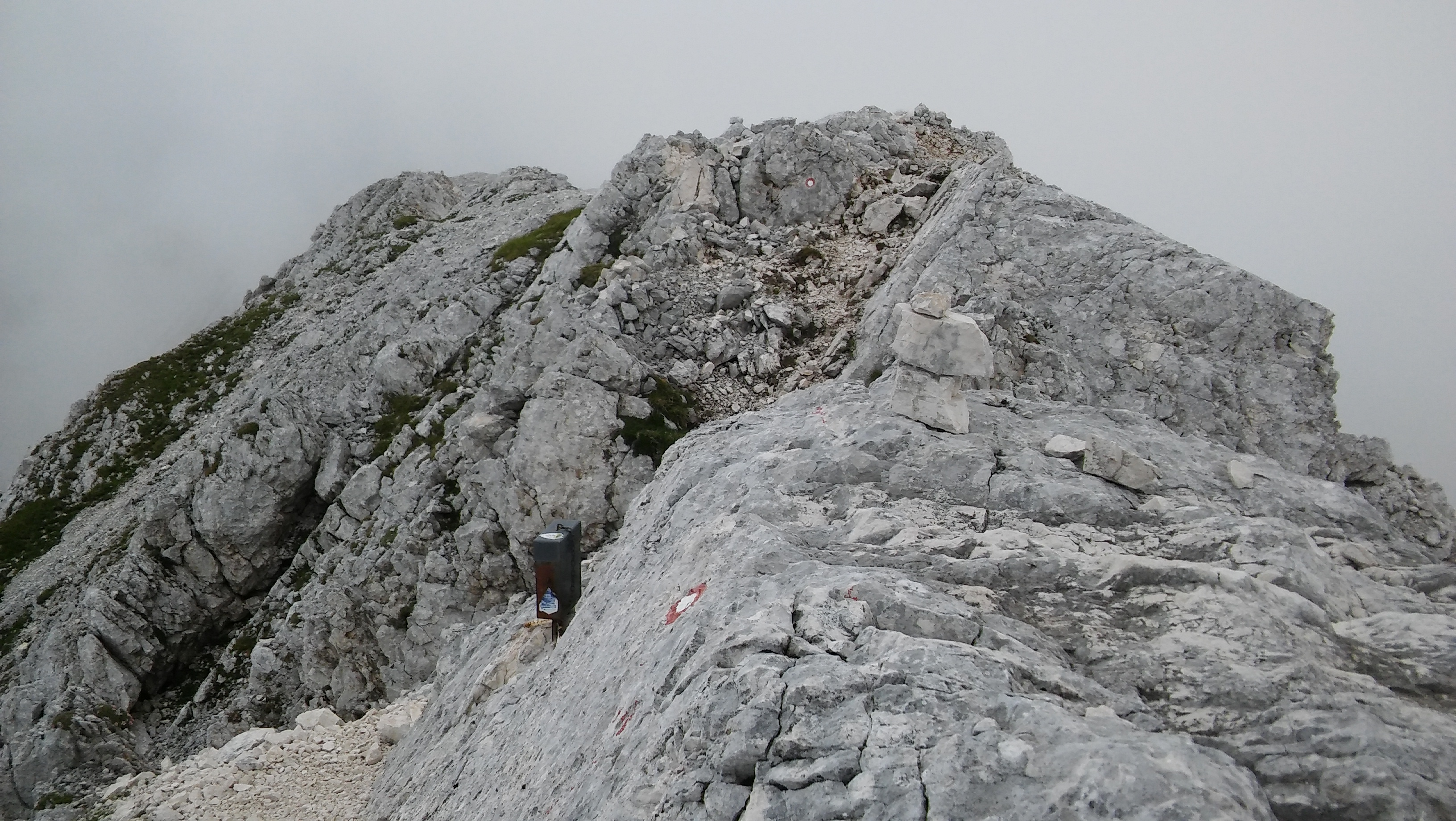
Der Gipfel des Bavski Grintavec

## Aufstiegsrouten
Alle Zustiege erstrecken sich über mindestens rund 1350 Meter Höhendifferenz 5–6 Stunden lang ohne Verpflegungsstationen und teilweise ohne Wasser; sie erfordern entsprechende Ausdauer. Die Gipfelbesteigung erfolgt auf ca. 300 Höhenmetern über mit Drahtseilen und Eisenstiften versehene Klettersteige. Bis in den Frühsommer liegt hier in der Regel noch Schnee. Bei Gewitter gilt der Berg als besonders gefährlich. Die folgenden Routen sind erschlossen:
- 5–6 Stunden Zustieg von Norden (Trenta-Talschluss oberhalb der Hütte in der Nähe der Isonzo-Quelle, 960 m), durch Almen, Latschenkiefern und Geröll, bei einer Wegteilung entweder über den Kanja-Sattel (2030 m, Einstieg in den Klettersteig via Nordgrat), oder auf einer südlicheren Route (gestufte Rinne) zum Gipfel.
- 6 Stunden Zustieg von Süden (Streusiedlung Soča, 491 m) am südöstlichen Hang; der Weg läuft auf den südlicheren der beiden Klettersteige aus.
- 5–6 Stunden Zustieg von Westen aus dem Tal von Bavšica; am Ende ist hier eine Verbindung mit beiden Klettersteigen möglich.